# Riu Solimões
El Riu Solimõés és un riu brasiler que banya l'estat de l'Amazones, al nord del país.
Neix al Perú i a l'entrar al Brasil, al municipi de Tabatinga, rep el nom de Solimõés. Té com afluents del marge dret el Riu Javari, Jutaí, Juruà i Purus i del marge esquerre els rius Içà i Japurà. Banya les ciutats de São Paulo d'Olivença, Amaturá, Sant Antônio de l'Içá, Tonantins, Jutaí, Font Bona, Tefé, Coari, Codajás, Anamã, Anori, Manacapuru, totalizant aproximadament 1.700 km fins a arribar a Manaus on, al trobar el riu Negro, rep el nom de riu Amazones. Aquest riu, amb una gran riquesa ecològica, és important per al Nord perquè és font d'aliment, transport, comerç, investigacions científiques i oci.